# Pygarctia conspicua
Pygarctia conspicua är en fjärilsart som beskrevs av Berthold Neumoegen 1890. Pygarctia conspicua ingår i släktet Pygarctia och familjen björnspinnare. Inga underarter finns listade.